# سارا محمد
سارا محمد (انگلیسی: Sara Mohammad؛ زادهٔ ۱۹۶۷) یک فعال حقوق بشر و داروساز سوئدی کرد تبار عراقی است. وی در ۱۹۹۳ یک روز قبل از ازدواج در سن کودک همسری فرار کرد و به عنوان پناهنده سهمیه‌ای در سوئد درخواست پناهندگی کرد. برادرش هنگام مخالفت به ازدواج اجباری او را تهدید به شلیک کرده بود و یک اسلحه کلاشینکف را روی سرش نگه داشته بود. پس از قتل فادیمه شاهیندال در اوپسالا در سال ۲۰۰۲، سارا محمد «بنیاد فادیمه را هرگز فراموش نکن» (GAPF) تأسیس کرد و در مخالفت با قتل ناموسی به مبارزه پرداخت.

## پیشینه و فعالیت حقوق بشری
سارا در ۱۹۸۴ هنگامی‌که ۱۷ سال بیشتر نداشت، وقتی از جانب برادرش برای خودداری از ازدواج اجباری مورد آزار و اذیت و تهدید قرار گرفت، مجبور به فرار از خانه شد. تجربیات محمد در مبارزه بی وقفه‌اش علیه خشونت و ظلم ناموسی به مطرح شدن این موضوع در کردستان و در سوئد کمک کرده است. محمد در ۲۰۰۱ بنیاد (GAPF) را برای مبارزه با خشونت‌های ناموسی تأسیس کرد. همکاری نزدیک بنیاد GAPF از ۲۰۰۵ با مقامات سوئدی در استان اوستریوتلاند و تلاش‌هایی که برای جلوگیری از خشونت‌های ناموسی، ازدواج اجباری و ختنه زنان صورت می‌گرفت تقویت کرده است. در مارس ۲۰۱۷، دانشکده پزشکی و علوم بهداشتی دانشگاه لینشوپینگ به دلیل «تعهد بی‌باکانه برای حقوق دختران و زنان جوان» و همچنین به دلیل تلاش برای جلوگیری از ختنه زنان به سارا محمد دکترای افتخاری اعطا کرد.
محمد علی‌رغم تلاش‌هایش، باور ندارد که وضعیت در سوئد نسبت به خشونت‌های ناموسی بهبود یافته است. وی گفته است: «رویدادهایی که توجه مقامات را به خود جلب می‌کند فقط نوک کوه یخ است: ما تصویر بسیار کامل‌تری در بنیاد GAPF از این وضعیت دریافت می‌کنیم. دختران و زنان در معرض محدودیت‌ها و بازجویی‌های فزاینده‌ای قرار دارند… دختران کوچک در مهدکودک مجبور به پوشیدن روسری می‌شوند. آنها مجبورند موهای خود را بپوشانند: آنها حتی در جوانی تبدیل به ابزار جنسی می‌شوند.»

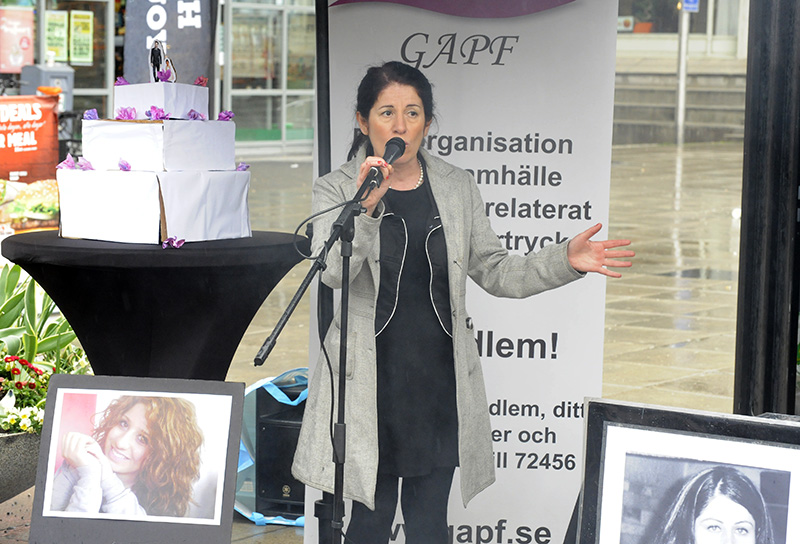
سارا محمد در ۲۰۱۵